# Circuit du parc O'Higgins
Le circuit du parc O'Higgins est un circuit automobile temporaire se situant dans le parc O'Higgins, au centre-ville de Santiago, au Chili. Il accueillera un ePrix de Santiago comptant pour le championnat de Formule E FIA.

## Historique
Le ePrix de Santiago 2019 et la deuxième édition qui s'y tient, la première s’est tenue sur le circuit urbain de Santiago. L’ePrix aura lieu le 26 janvier 2019.

## Description

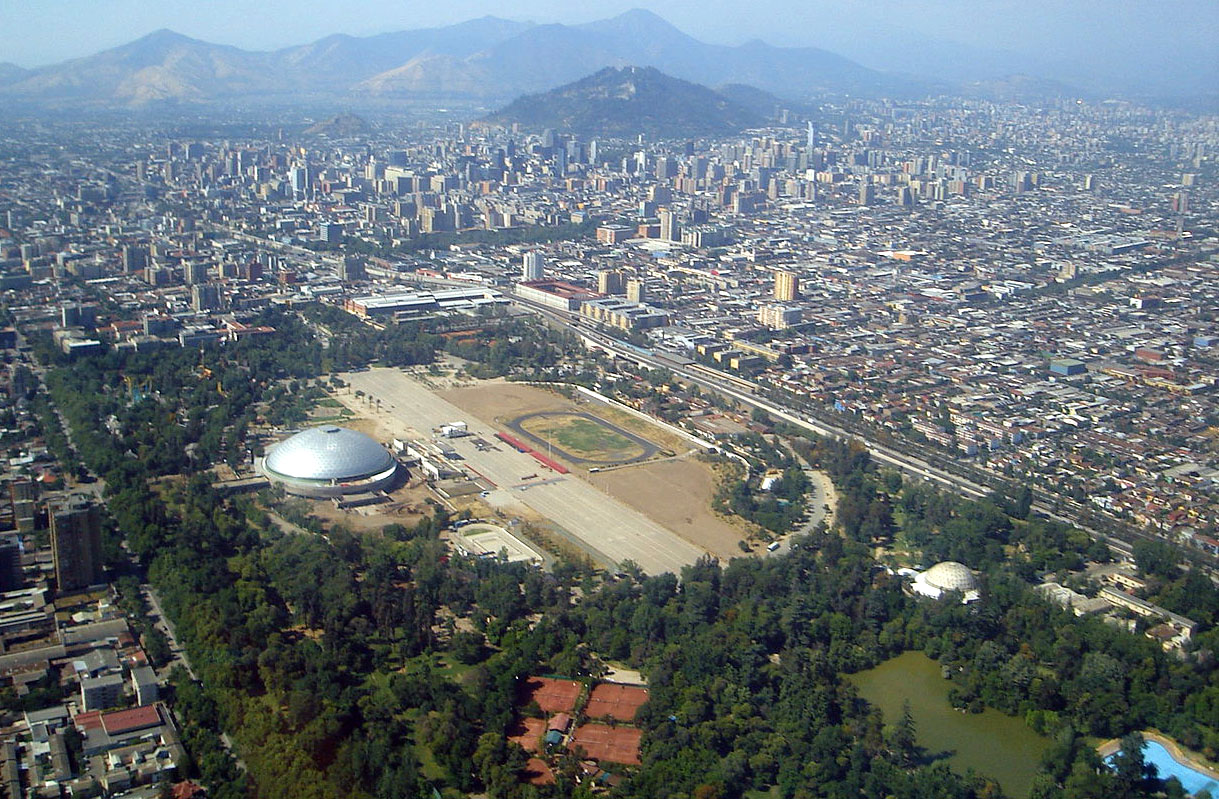
Vue aérienne sur le parc O'Higgins.

Le tracé est composé de 14 virages et est long d’environ 2,4 km.
Le circuit se situe au parc O'Higgins, au centre-ville de Santiago, il se situe proche de monuments comme le Movistar Arena et le parc d’attraction Fantasilandia.
La ligne de départ-arrivé se situe sur le grand parking, après le virage 2, le circuit quitte le parking pour emprunter la rue qui contourne en forme de cercle le parc, après quelques dizaines de mètres, le tracé quitte le cercle en tournant à gauche.

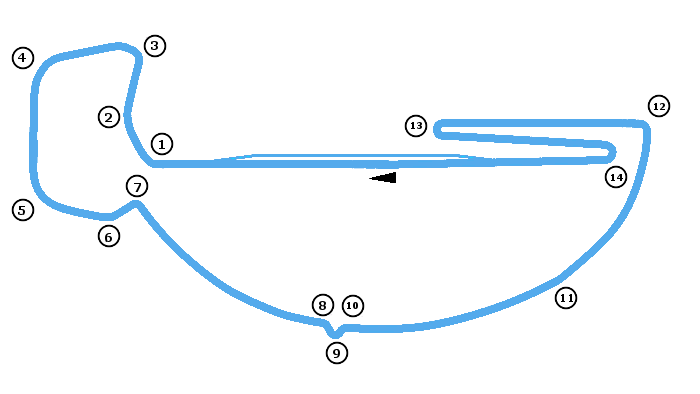
Le circuit du parc O'Higgins en 2019.

Après le septième virage, les pilotes reviennent sur le cercle mais le contourne dans l’autre sens, il se poursuit par une longue courbe qui est interrompu par une chicane, après l’avoir passé, la courbe continue jusqu’au virage 12, sur le parking, après deux droites et deux épingles, le tour se termine sur la ligne de départ-arrivé, les entrées et sorties de stands se trouve parallèle à la ligne de départ-arrivé.
Pour l’ePrix de Santiago 2020, le circuit a été modifié, les trois premiers et trois derniers virages ont été modifiés et une chicane a été supprimée.